# Aplopeltura boa
Aplopeltura boa е вид влечуго от семейство Pareatidae. Видът е незастрашен от изчезване.

## Разпространение
Разпространен е в Бруней, Индонезия (Калимантан, Суматра и Ява), Малайзия (Западна Малайзия, Сабах и Саравак), Тайланд и Филипини.